# Droitaumont
Droitaumont est un village faisant partie de la commune française de Jarny dans le département de Meurthe-et-Moselle. Avant le 8 novembre 1810, Droitaumont était une commune indépendante.
Ses habitants sont les Droitaumontois.

## Géographie
Du point de vue hydrographique, Droitaumont est traversé par l'Yron.

## Toponymie
Anciennes mentions : Droittamont (1332), Droitalemont (1474), Droitalmont (1565), Droictaumont (1689), Droit-au-Mont (1749).
En lorrain : Dreutaumon.

## Histoire
De 1751 à 1790, Droitaumont était une communauté du bailliage de Briey sous la coutume de Saint-Mihiel. Concernant le plan spirituel, le village était déjà une annexe de la paroisse de Jarny.
Était un chef-lieu communal jusqu'au 8 novembre 1810, date à laquelle Droitaumont fut réuni à la commune de Jarny par un décret.
Vers 1817, cette localité comptait une population de 92 individus, 14 maisons, 1 moulin, ainsi qu'un territoire productif de 281 hectares, dont 52 en bois.

### Seigneurie de Droitaumont
en février 1332, la seigneurie de Droitaumont passe aux mains d’un certain Huignons de Droitaumont. À partir de cette date,
le village ne va cesser de changer de propriétaires, au gré des partages, des rachats et des successions.
La maison de Gourcy (ou Gorcy, selon les textes), occupe une place importante dans l’histoire de Droitaumont. Originaire du comté de Luxembourg et attestée en Lorraine dès la fin du XIIIe siècle, c’est elle qui progressivement parviendra à s’imposer à Droitaumont.

### Mine de Droitaumont
La concession minière dite de Droitaumont-Bruville, est accordée aux établissements Schneider du Creusot en 1887. Elle fut fermée dans les années 1980.

### La gare
Afin d’accélérer le développement de la mine et de la cité minière, la compagnie Schneider fit construire à ses frais une halte ferroviaire sur la ligne ferroviaire de Longuyon à Pagny-sur-Moselle. Il fut inauguré en 1911 et reçut un petit bâtiment standard de la Compagnie des Chemins de fer de l'Est. L'aspect de ce bâtiment est identique aux gares construites dans la région pour remplacer celles détruites durant la Première Guerre mondiale.

## Démographie
| 1793 | 1800 | 1806 |
| ---- | ---- | ---- |
| 102  | 85   | 84   |

## Lieux et monuments
- Chapelle Saint-Joseph, datant du XXe siècle
- Ancienne mine de fer[5] et espace historique dédié à l’épopée industrielle de Droitaumont, situé sur l’ancien carreau de celle-ci, fut inauguré en 2009[3]
- Ancienne gare, mise en service en 1911 sur la ligne Longwy-Nancy, transformée en habitation[3]
- Marais de Droitaumont, classé Espace naturel sensible[6]